# Нестеркин (хутор)
Нестеркин — хутор в Обливском районе Ростовской области.
Административный центр Нестеркинского сельского поселения.

## Население
| 2010 |
| ---- |
| 427  |

## Улицы
- ул. Береговая,
- ул. Голая,
- ул. Заречная,
- пер. Новый,
- ул. Центральная.